# Thomas Darchinger
Thomas Darchinger (* 5. Mai 1963 in Neuburg an der Donau) ist ein deutscher Schauspieler und Synchronsprecher.

## Leben
Thomas Darchinger, geboren am 5. Mai 1963, wuchs in Herrsching am Ammersee auf. Nach bestandenem Abitur und anschließendem Zivildienst ging er nach München. Am Pathos Transport Theater, wo er mehrere Hauptrollen spielte, begann 1984 seine Laufbahn als Schauspieler. Die Gruppe erlangte in den späten 80ern internationalen Ruhm.
1990 verließ er die Kompagnie, arbeitete im In- und Ausland (USA, Spanien) als Gast an mehreren Theatern und gründete 1993 eine eigene Theatergruppe (Theater d-formation). 1989 wurde er für den Film entdeckt. Seine erste Rolle spielte er in der Roman-Verfilmung Mit den Clowns kamen die Tränen (Regie Reinhard Hauff). Direkt danach wurde er bekannt in der Rolle des „Maxi Grandauer“ in der BR-Serie Die Löwengrube.
Seitdem hat er in über 150 Filmen gespielt, davon über 50 Mal als Mörder in Formaten wie Tatort, Polizeiruf 110, Der Ermittler, Unter Verdacht, Letzte Spur Berlin, München Mord, Hubert & Staller, SOKO, Die Rosenheim-Cops, Der König, Der Bulle von Tölz, Rendezvous mit dem Teufel, Rosa Roth, Drei Krieger, Brudermord, Die Gerichtsmedizinerin, Der Staatsanwalt u. v. a.
Dazu zahlreiche tragende Rollen in Kino- und Fernsehfilmen wie Der Bergdoktor, Mali, Sardsch, Der Solist, Anwalt Abel, Ein unmöglicher Mann, Der Tanz mit dem Teufel, Sass, Julia, Die Novizin, Der Tod ist kein Beweis, Der Krieger Gottes, Die Stimmen, U 43, W wie Viktor, Kommissarin Lukas, wholetrain, Damals warst du still, Der Junge ohne Eigenschaften, Die Familienanwältin, Afrika mon amour, Flammen über Berlin, Die Sache mit dem Glück, Wenn Engel weinen, Die Jagd nach dem Schatz der Nibelungen, 12 Winter, Nur die Sterne schauten zu, Der Kaiser von Schexing, Café Meineid, Faktor 8, IK1, Familie Dr. Kleist, Die letzte Instanz, Agnieszka, Hammer & Sichl, München 7, Paradise, Willkommen bei den Hartmanns.
Er wirkt auch in internationalen Filmen mit. So u. a. in dem englisch/kanadischen Kinofilm Joy Division (an der Seite von z. B. Ed Stoppard, Tom Schilling) und dem französischen Kinofilm Die Kinder von Paris (an der Seite von z. B. Jean Reno, Melanie Laurent).
Darchinger spricht auch regelmäßig Synchron-Hauptrollen (Beasts of the Southern Wild, Lara Croft: Tomb Raider – Die Wiege des Lebens, Game of Thrones, The Fall, Justified uva.) und ist die Stimme von Schauspielern wie Cuba Gooding Jr., Rhys Ifans, Mathias Barneville, James Nesbitt, Jamie Dornan, Alan Cumming, Michael Kelly, David Meunier und anderen.
Er ist mit Lesungen wie Das Festessen und dem Preis-bedachten Live-Hörspiel Das andere Leben (zeitweilig gemeinsam mit dem Vibraphonisten Wolfgang Lackerschmid) unterwegs.

## Filmografie (Auswahl)
- 1991–1992: Löwengrube (Fernsehserie, 9 Folgen)
- 1994: Der Bergdoktor – Der Onkel aus Italien (Fernsehreihe)
- 1994: Der König (Fernsehserie, Folge Die Sünden der Väter)
- 1994–2015: SOKO München (Fernsehserie, verschiedene Rollen, 5 Folgen)
- 1997: Mali (Fernsehzweiteiler, Regie: Rainer Wolffhardt)
- 1997: Der Bulle von Tölz: Tod in der Brauerei (Fernsehreihe)
- 1997: Sardsch (Fernsehserie, Folge Mörderisches Erbe, Regie: Axel de Roche)
- 1999: Anwalt Abel – Die Mörderfalle (Fernsehreihe)
- 1999: Forsthaus Falkenau (Fernsehserie, Folge Streicheleinheiten)
- 1999: Für alle Fälle Stefanie (Fernsehserie, Folge Abschied für immer)
- 1999: Der Solist – Kein Weg zurück
- 2000: Rosa Roth – Tod eines Bullen (Fernsehreihe)
- 2000: Die Wache (Fernsehserie, Folge Gottesurteil)
- 2001: Ein unmöglicher Mann (Fernsehfünfteiler, Regie: Thomas Berger)
- 2001: Sass
- 2002: Vater wider Willen (Fernsehserie, Folge Der Lauschangriff)
- 2002: Ein Brudermord (Kurzfilm, Regie: Friedrich Böhm)
- 2002: Julia – Eine ungewöhnliche Frau (Fernsehserie, 2 Folgen)
- 2002–2014: Die Rosenheim-Cops (Fernsehserie, verschiedene Rollen, 6 Folgen)
- 2002: Tatort: Der Fremdwohner (Fernsehreihe)
- 2004: U 43 (Kurzfilm, Regie: Wolf Mocikat)
- 2004: Zwei am großen See – Zwei am großen See (Fernsehreihe)
- 2004: Der Ermittler (Fernsehserie, Folge Familienglück)
- 2004: Kommissarin Lucas – Vergangene Sünden (Fernsehreihe)
- 2005: Lauras Wunschzettel
- 2005: Der Junge ohne Eigenschaften, Regie: Thomas Stiller
- 2005–2015: SOKO Kitzbühel (Fernsehserie, verschiedene Rollen, 3 Folgen)
- 2006: Wholetrain
- 2006: Die Familienanwältin (Fernsehserie, Folge Klara)
- 2006: Joy Division, Regie: Reg Traviss
- 2007: Unser Charly (Fernsehserie, Folge Schweigepflicht)
- 2007: Das Inferno – Flammen über Berlin
- 2006–2007: Verbotene Liebe (Fernsehserie, 16 Folgen)
- 2008: Die Sache mit dem Glück
- 2008: Die Jagd nach dem Schatz der Nibelungen
- 2008: Unschuldig (Fernsehserie, Folge Maskenball)
- 2008: Die Gerichtsmedizinerin (Fernsehserie, Folge Der Idiot)
- 2009: Der Staatsanwalt (Fernsehserie, Folge Das kleinere Übel)
- 2009: 12 Winter
- 2009: Faktor 8 – Der Tag ist gekommen
- 2009: Der Kaiser von Schexing (Fernsehserie, Folge Die großen und die kleinen Sachen)
- 2009: Ihr Auftrag, Pater Castell (Fernsehserie, Folge Die Loge)
- 2010: Die Kinder von Paris (La rafle)
- 2010: Polizeiruf 110: Aquarius (Fernsehreihe)
- 2010: Geschichten aus den Bergen – Nur die Sterne schauten zu (Fernsehreihe, Regie: Käthe Niemeyer)
- 2010: Ein Fall für zwei (Fernsehserie, Folge Täter und Opfer)
- 2011: Unter Verdacht: Persönliche Sicherheiten (Fernsehreihe)
- 2011: Reiff für die Insel – Neubeginn (Fernsehreihe)
- 2012: Kommissarin Lucas – Die sieben Gesichter der Furcht
- 2012: Die Jagd nach dem Bernsteinzimmer
- 2012: SOKO Donau (Fernsehserie, Folge Staub zu Staub)
- 2012: IK1 – Touristen in Gefahr (Fernsehserie, Folge Malaysia)
- 2012: Tatort: Der traurige König
- 2013–2015: Hammer & Sichl (Fernsehserie, 4 Folgen)
- 2014: Joachim Vernau – Die letzte Instanz (Fernsehreihe)
- 2014: Familie Dr. Kleist (Fernsehserie, Folge Ängste)
- 2014: SOKO Leipzig (Fernsehserie, Folge Was nicht sein darf)
- 2014: Agnieszka
- 2014: München 7 (Fernsehserie, Folge Unter der Hand)
- 2015: Hubert und Staller (Fernsehserie, Folge Schlaflos in Wolfratshausen)
- 2015: Tatort: Frohe Ostern, Falke
- 2016: München Mord: Wo bist Du, Feigling? (Fernsehreihe)
- 2016: Paradies (Ray, Regie: Andrei Konchalovsky)
- 2016: Willkommen bei den Hartmanns
- 2016, 2021: SOKO Stuttgart (Fernsehserie, verschiedene Rollen, 2 Folgen)
- 2017: Der Alte (Fernsehserie, Folge Stummer Zeuge)
- 2017: Letzte Spur Berlin (Fernsehserie, Folge Störfaktor)
- 2018: SOKO Donau (Fernsehserie, Folge Lange Schatten)
- 2018: Tatort: Bombengeschäft
- 2020: Kinder und andere Baustellen
- 2021: Frühling – Schmetterlingsnebel (Fernsehreihe)
- 2023: Alarm für Cobra 11 – Die Autobahnpolizei (Fernsehserie, Folge Schutzlos)
- 2023: Watzmann ermittelt (Fernsehserie, Folge Die Käseprinzessin)
- 2023: WaPo Elbe (Fernsehserie, Folge Von Lachsen und Leichen)
- 2023: Tatort: Das Wunderkind

## Theater (Auswahl)
- 1984–1991 festes Ensemblemitglied am Pathos Transport Theater München

u. a. mit Hauptrollen in Stücken wie „Faust“, „Endstation Sehnsucht“, „Cancan der Feiglinge“
- 1993–2000 mit eigener Theatergruppe „d-Formation“

dabei Hauptrollen in den Stücken „Amokläufe“, „Ikarus t+1:13“, „Real Lift“, „Die Stunde davor“, in dieser Zeit auch als Gast u. a. am „No Theatre“, dem „proT“
- 2012–2017 Hauptrolle in „A gmade Wiesn“
- 2015 Titelrolle im Stück „Auf gehts beim Schichtl“
- 2018–2019 Hauptrolle im Monodrama „Seite Eins“